# Дафнис
За спътника на Сатурн вижте Дафнис
Дафнис в древногръцката митология е син на Хермес и сицилианска нимфа.
Бил овчар и добър флейтист. Наяда (вероятно Echenais или Номия) се влюбила в него, но той не ѝ бил верен. Има различни версии за неговата съдба. Според едни, Дафнис не спазил клетвата си за вярност, която дал на Номия и тя го ослепила. Дълго след това той бродил по гори и планини, опитвайки да се утеши с песни и музика, а след това се хвърлил в морето (има и вариант според който бил превърнат от боговете в скала.) Според по-късна версия, Афродита го ослепила, защото не отвърнал на любовта на жената, изпратена му от богинята.
Неговият полубрат Пан също бил влюбен в него и го научил да свири и пее пастирски песни.